# Leptothorax denticulatus
Leptothorax denticulatus är en myrart som beskrevs av Mayr 1901. Leptothorax denticulatus ingår i släktet smalmyror, och familjen myror. Inga underarter finns listade i Catalogue of Life.